# Астигматизм (аберрация)
Астигмати́зм — аберрация, при которой изображение точки, находящейся вне оптической оси, и образуемое узким пучком лучей, представляет собой не круглое пятно рассеяния, а два отрезка прямой. Эти отрезки расположены перпендикулярно друг другу на разных расстояниях от плоскости безаберрационного фокуса (плоскости Гаусса). Астигматизм полностью отсутствует в осевом пучке и нарастает по мере увеличения наклона пучка относительно оптической оси. В результате изображение на границах угла поля зрения получается нерезким и не может быть сфокусировано одновременно для горизонтальных и вертикальных линий.

## Физический смысл
Астигматизм возникает вследствие того, что лучи наклонного пучка имеют различные точки сходимости — точки меридионального или сагиттального фокусов бесконечно тонкого наклонного пучка.
Астигматизм объясняется зависимостью углов преломления лучей пучка от углов их падения.
Так как отдельные лучи наклонного пучка падают на преломляющую поверхность под разными углами, то и преломляются на разные углы, пересекаясь на разном же расстоянии от преломляющей поверхности. Причём, можно найти такое положение для поверхности изображения, когда все лучи пучка расположенные в одной из плоскостей (меридиональной или сагиттальной) пересекутся на этой поверхности. Таким образом, астигматический пучок формирует изображение точки в виде двух астигматических фокальных линий, на соответствующих фокальных поверхностях, которые имеют форму поверхностей вращения кривых с различными параметрами, и касаются одна другой в точке оси системы.
Если положения этих поверхностей, для некоторой точки поля, не совпадают, то говорят о наличии астигматизма, понимая под этим астигматическую разность меридионального и сагиттального фокусов.
При этом, если меридиональные фокусы располагаются ближе к поверхности преломления, нежели сагиттальные, то говорят о положительном астигматизме, а если дальше, то об отрицательном. В случае совпадения фокальных поверхностей астигматическая разность равна нулю, астигматический пучок вырождается в гомоцентрический, фигура рассеяния переходит в точку, а кривизна результатирующей поверхности будет определять кривизну поля изображения.
В теории аберраций третьего порядка астигматизм характеризуется третьей суммой (коэффициентом) Зейделя (SIII) и рассматривается совместно с кривизной поверхности изображения, характеризуемой четвёртой суммой Зейделя (SIV). Такое совместное рассмотрение обусловлено зависимостью проявлений этих аберраций.
Причём, формулы, с помощью которых определяются астигматические фокусы, включают оба этих коэффициента.
Так, например, меридиональная составляющая {\displaystyle x_{m}'} для некоторой точки изображения расположенной на высоте {\displaystyle l'} может быть определена как
{\displaystyle x_{m}'=-0,5l'^{2}(3S_{III}+S_{IV})/f'},
где {\displaystyle f'} — фокусное расстояние системы.

## Графическое представление астигматизма
Астигматизм оптической системы часто описывают графически — на основании расчёта положений астигматических фокусов элементарных пучков, откладывая по оси ординат углы наклона главных лучей, а по оси абсцисс расстояния астигматических фокусов от плоскости Гаусса.
Полученные кривые позволяют судить о форме астигматических фокальных поверхностей, и на основании этого о некоторых особенностях исследуемой системы.
Так, например, астигматизм положительного знака, как правило, соответствует случаю, когда система, так же, имеет и кривизну поверхности изображения (понимая под последней поверхность, расположенную между обеими поверхностями астигматических фокусов). В этом случае фигура рассеяния для периферийной точки плоского объекта будет представлять собой размытый овал. Одновременная же фокусировка на все точки плоского объекта для такой системы будет невозможна.
Значительный отрицательный астигматизм позволяет «совместить» поверхность изображения с плоскостью Гаусса. Однако, по причине того, что периферийные точки плоского объекта изображаются недостаточно сфокусированным лучами, резкое изображение точек такого объекта будет возможно только в центре поля.

## Исправление астигматизма
Так как астигматизм присущ не только широким, но и тонким (элементарным) пучкам лучей, то диафрагмирование никак не влияет на его величину. Поэтому, как и другие аберрации, астигматизм корригируется подбором кривизны поверхностей и толщин оптических компонентов, а также воздушных промежутков между ними.
Одним из примеров простейшего объектива, с исправленным астигматизмом, будет объектив монокль конструкции Уоллостона, где, направляемые апертурной диафрагмой, наклонные пучки лучей встречаются поверхностями менискообразной линзы под небольшими углами к нормалям. При этом, положительный астигматизм задней (выпуклой) поверхности мениска оказывается настолько невелик, что может быть скомпенсирован отрицательным астигматизмом передней (вогнутой) поверхности.
Однако, в этом случае, даже при полном устранении астигматизма, кривизна поверхности изображения велика. Таким образом, скорректированный астигматизм ещё не гарантирует резкости по всему полю изображения.
Поэтому, при расчёте, так называемых, анастигматов используются более сложные решения, позволяющие исправить, в пределах некоторого угла, обе эти аберрации. Причём, как правило, даже исправленный астигматизм имеет небольшую отрицательную величину, тем меньшую, чем шире угол зрения объектива.

## Астигматизм системы, не обладающей центральной симметрией
Для оптических систем, не имеющих центральной симметрии, астигматизм может быть обусловлен неодинаковостью кривизны преломляющей поверхности в меридиональном и сагиттальном сечениях.
Частным случаем астигматического пучка, образованного такой системой, является пучок, образованный положительной цилиндрической линзой, одно изображение которой находится на отрезке прямой, а другое — в бесконечности.